# Leggere l’Italia
Leggere l’Italia war eine Zeitung für alle, die Italienisch lernen und unterrichten.
Sie gehörte zu den Sprachzeitungen des Bremer Verlags Carl Ed. Schünemann KG. Seit Oktober 2009 erschien die Zeitung einmal im Monat und wurde 2013 eingestellt.
Leggere l´Italia enthielt Originalartikel aus der italienischen Presse und bot eine Auswahl von aktuellen Beiträgen aus Gesellschaft, Kultur, Politik, Wirtschaft, Technik, Umwelt, Freizeit und Tourismus. Jede Ausgabe umfasste außerdem Artikel italienischer Journalisten über Land und Leute, die nur in Leggere l’Italia veröffentlicht wurden und besonders gut lesbar und verständlich waren. Die Schwierigkeitsgrade der Texte waren in leicht (B1), mittel (B2) und schwer (C1–C2) unterteilt.
Berichtet wurde hauptsächlich über Italien. Inhaltlich wurden spezifisch landeskundliche Ereignisse vermittelt, die in Italien von großem Interesse waren, in den deutschen Medien jedoch häufig nur am Rande bzw. gar nicht erwähnt wurden.
Die Zeitung wandte sich insbesondere an Lernende der italienischen Sprache. Ein umfangreiches italienisch-deutsches Glossar zu den einzelnen Zeitungsartikeln ermöglichte das Lesen der Beiträge – ohne Nachschlagen im Wörterbuch – auch für Italienischlernende mit weniger fortgeschrittenen Sprachkenntnissen.
Zu ausgewählten Artikeln aus der Zeitung gab es ergänzendes Übungs- und Unterrichtsmaterial (Online-Service) auf der Homepage des Verlages. Dieses umfasste u. a. Übungen zu Hör- und Leseverstehen, zu Wortschatz und Grammatik.
Ergänzend zu jeder Ausgabe Leggere l’Italia erschienen einige der Artikel als Audio-mp3-Dateien zum Download. Zu jedem Hörtext gab es Übungsmaterial, mit dem man sein Hörverstehen schulen konnte.
An ähnlichen Produkten erscheinen im Schünemann Verlag: die World and Press (englisch), die Business World and Press (Business Englisch), die Read On („easy English“ für weniger Fortgeschrittene), die Revue de la Presse (französisch), die Revista de la Prensa (spanisch) und die Presse und Sprache (Deutsch als Fremdsprache).